# Giacomo II di Cipro
Giacomo II di Cipro, noto anche come Giacomo II di Lusignano, detto il Bastardo (in greco Ιάκωβος Β' των Λουζινιάν?; in francese Jacques II de Lusignan le Bâtard; Nicosia, 1440 circa – Nicosia, 6/7 luglio 1473), fu il figlio illegittimo del re Giovanni II di Cipro e di una donna greca, Marietta di Patrasso. Dopo la salita al trono di Cipro della sorellastra Carlotta (1458), ultima erede legittima dei Lusignano, Giacomo si autoproclamò Re e la depose nel 1460 (Carlotta perse de facto il trono nel 1464), grazie all'aiuto dei soldati mamelucchi del sultano del Cairo.
Per assicurarsi la protezione della potente Repubblica di Venezia, sposò nel 1472 (per procura già nel 1468) la nobildonna veneziana Caterina Corner, ma morì poco dopo (1473) in circostanze misteriose, lasciando per testamento la corona alla moglie e al figlio che portava in grembo.

## Biografia

### Infanzia
Sia secondo Les familles d'outre-mer, sia secondo la Chronique de l'Île de Chypre, Giacomo era l'unico figlio del re di Cipro e di Gerusalemme, pretendente al trono armeno di Cilicia, Giovanni II di Lusignano (1416-1458) e della sua amante, Marietta di Patrasso, di cui non si conoscono gli ascendenti e che, ancora nella Chronique de l'Île de Chypre viene descritta come una donna bella e saggia (Marietta da Patras dal Arcipelago, donna bellissima e savia)

Sia secondo Les familles d'outre-mer, sia secondo la Chroniques d'Amadi et de Strambaldi. T. 1, Giovanni II di Lusignano era il figlio primogenito del re di Cipro e di Gerusalemme, pretendente al trono armeno di Cilicia, Giano di Lusignano (1375-1432) e della sua seconda moglie, Carlotta di Borbone (1388-1422), che, secondo lo storico e genealogista francese, Pierre de Guibours, detto Père Anselme de Sainte-Marie o più brevemente Père Anselme, nel suo Histoire généalogique et chronologique de la maison royale de France, Carlotta era figlia del Conte di La Marche, Giovanni di Borbone-La Marche e della Contessa di Vendôme e di Castres, Caterina di Vendôme, che sempre secondo Père Anselme, era la figlia di Giovanni VI di Vendôme, Conte di Vendôme e di Castres e di Giovanna di Ponthieu, signora d’Épernon, figlia di Giovanni di Ponthieu, Conte di Aumale, Signore di Montgomery, d’Épernon, di Noyelles-sur-Mer e di Fontaine-Guérard e di Caterina d’Artois.
La regina consorte, Elena Paleologa, venuta a conoscenza dell'esistenza di sua madre, Marietta e di Giacomo, sopraffatta dalla gelosia, ordinò che a Marietta, per renderla meno attraente agli occhi del marito, venisse mozzato il naso. Alcune cronache riferiscono addirittura che lei stessa le abbia strappato il naso con un morso durante un alterco. La sventurata Marietta venne perciò soprannominata la Comomutena, cioè il “naso mozzo”, come riportato anche da Les familles d'outre-mer.
L'astio di Elena si rivolse anche contro il giovane Giacomo, che era stato avviato alla carriera ecclesiastica e, nel 1456, era stato nominato arcivescovo di Nicosia con l'approvazione papale, evento che indispettì molto la regina.

### Esilio

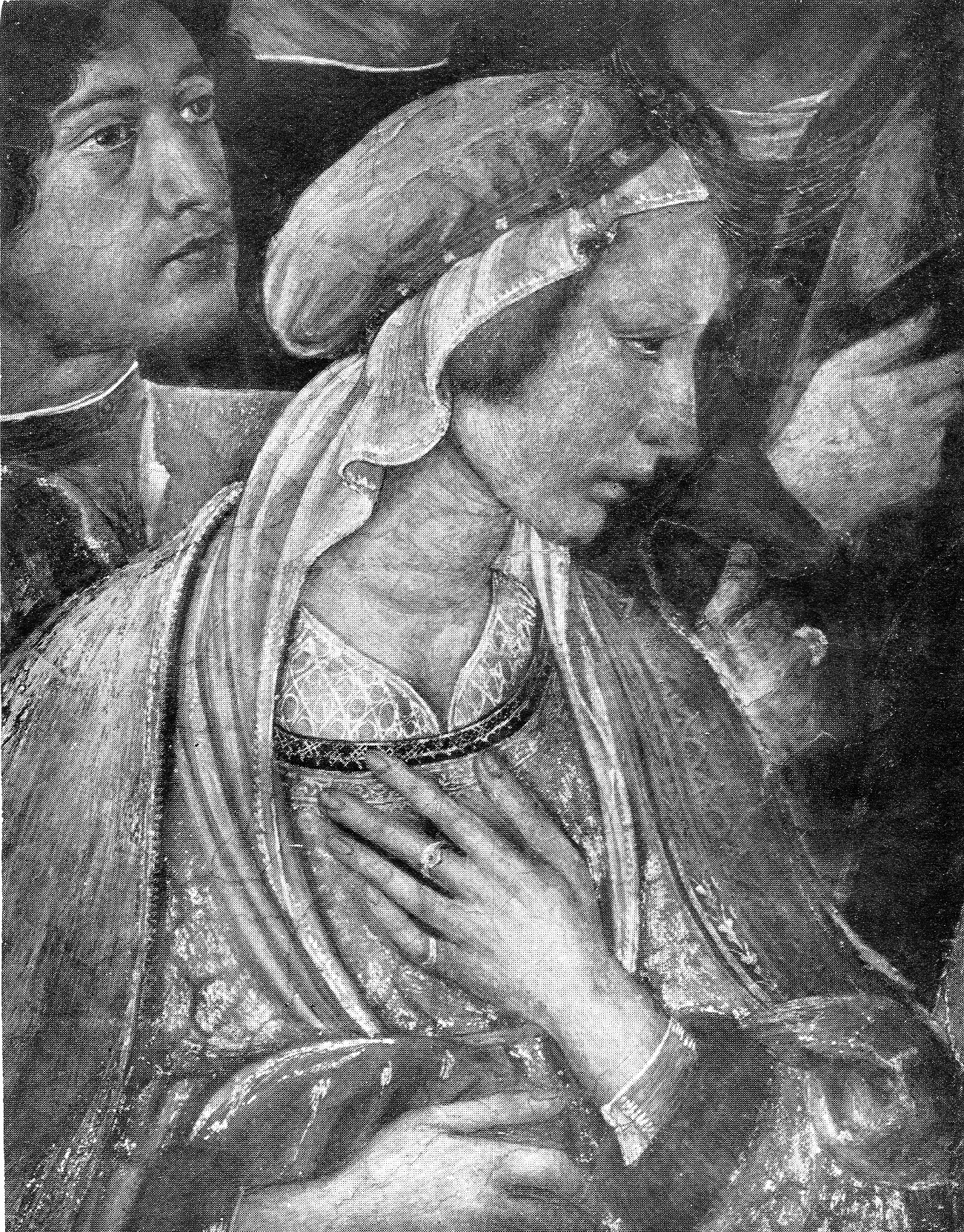
La regina Carlotta di Cipro.
Affresco della Cappella Sistina di Cosimo Rosselli del Palazzo Apostolico (Città del Vaticano, 1481)

Cadde in disgrazia dopo l'assassinio del ciambellano reale: il 1º aprile 1457 Giacomo uccise Iacopo Urri, ciambellano reale, e fuggì prima a Venezia e poi nell'isola di Rodi dopo essere stato rimosso dall'arcivescovado di Nicosia. Fu presto perdonato dal re suo padre, e fatto rientrare in patria e reintegrato nella carica arcivescovile. Questo atto infuriò ulteriormente la regina.

### Rivalità con Carlotta di Lusignano
Improvvisamente, nel 1458, morirono sia il re Giovanni, sia la regina consorte Elena. La corona di Cipro passò così alla giovane principessa Carlotta (1442-1487), loro unica figlia sopravvissuta.

Giacomo, appoggiato dai Veneziani, tentò di rivendicare per sé il trono, ma fu battuto ed esiliato da Cipro grazie al sostegno del ducato di Savoia a Carlotta (che aveva sposato, in seconde nozze, Luigi, conte di Ginevra (1436 – 1482), conte di Ginevra e secondogenito di Ludovico I duca di Savoia e di Anna di Lusignano, figlia del re Giano di Cipro e fratello di Amedeo, futuro Amedeo IX).

Giacomo allora andò al Cairo, dove convinse il sultano mamelucco d'Egitto, al-Achraf Saïf ad-Din Inal, a concedergli una flotta e un esercito, per conquistare Cipro, e, tra il 1460 e il 1461, occupò l'isola con l'eccezione del castello di Kyrenia, a cui pose l'assediò.
Con la caduta di Kyrenia, nel 1464, Carlotta fu deposta da Giacomo, che si proclamò re di Cipro Giacomo II, chiedendo l'autorizzazione al papa (che gliela negò) a essere incoronato.

### Re di Cipro

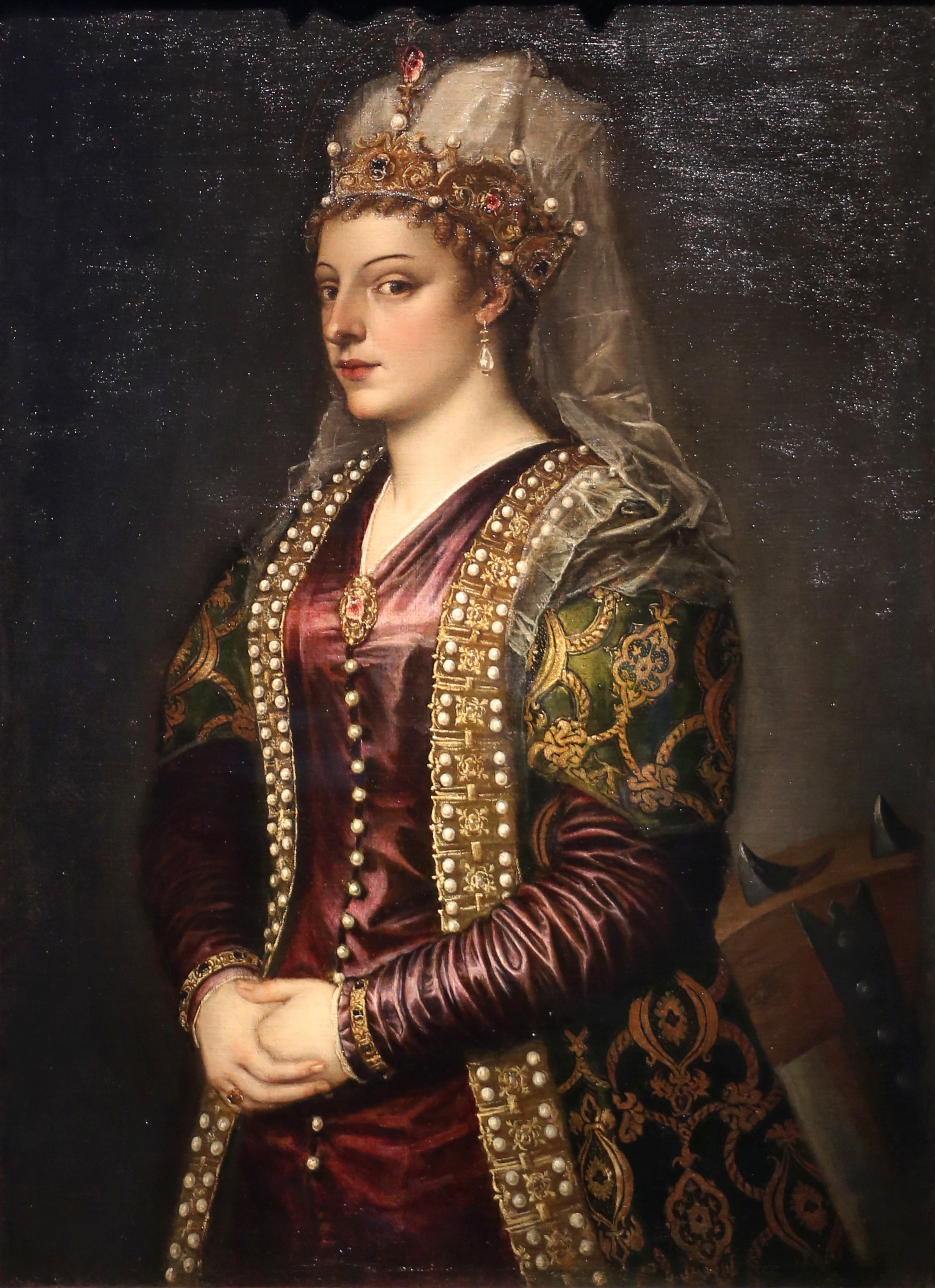
Ritratto di Caterina Cornaro di Tiziano, 1542. Oggi questo dipinto è conservato nella Galleria degli Uffizi, Firenze

Nel contempo, Giacomo aveva assediato la città di Famagosta, che apparteneva ai Genovesi, che avevano parteggiato per Carlotta riuscendo a conquistarla, nel gennaio 1464.
Non fidandosi della lealtà dei soldati mamelucchi, in quello stesso anno, fece uccidere la guarnigione rimasta sull'isola.

Tra il 1468 e il 1470, Giacomo dovette combattere contro alcuni congiurati che volevano eliminarlo.

### Matrimonio
Dopo che il papa Pio II gli negò il consenso alle nozze con una figlia del Despota di Morea, Tommaso Paleologo, o del fratello, principe Andrea Paleologo, mentre Giacomo rifiutò la nipote del papa per la sua vita licenziosa e dopo aver visto un suo ritratto; Giacomo intavolò trattative con la Repubblica di Venezia, raggiungendo un accordo con i nobili Corner, per Caterina Corner e una dote di mille ducati; l'impegno di matrimonio fu siglato nel 1468, come da documento della Histoire de l'île de Chypre sous le règne des princes de la maison de Lusignan. 3.
Caterina partì da Venezia nel settembre 1472, come da documento della Histoire de l'île de Chypre sous le règne des princes de la maison de Lusignan. 3, arrivando a Cipro in quello stesso anno.

Giacomo II sposò verso la fine del 1472 Caterina Corner, dalla quale ebbe un figlio (Giacomo, nato postumo nel 1473) in nome del quale Caterina regnò dopo la morte del marito (1473).

### Morte
Giacomo II morì improvvisamente il 6 luglio 1473 e corse la voce che fosse stato avvelenato dagli zii della moglie Caterina a Nicosia.
Prima di morire Giacomo II aveva fatto testamento, disponendo che la moglie divenisse regina di Cipro e di essere sepolto Cattedrale di San Nicola di Famagosta, come da documento della Histoire de l'île de Chypre sous le règne des princes de la maison de Lusignan. 3.

## Discendenza
Giacomo II da Caterina Corner ebbero un unico figlio, nato postumo:
- Giacomo (1473-1474), che salirà al trono sotto la reggenza della madre, ma morirà poco dopo[32].

Giacomo II da una o più amanti di cui non si conoscono né i nomi, né gli ascendenti ebbe tre figli:
- Giano († dopo il 1536);
- Giovanni († Venezia 29 novembre 1552);
- Carlotta († 23 marzo 1468).

## Ascendenza
|                      |   |                                 | Genitori                         |  |  | Nonni |  |  | Bisnonni           |  |  | Trisnonni       |  |
|                      |   |                                 |                                  |  |  |       |  |  | Giacomo I di Cipro |  |  | Ugo IV di Cipro |  |
|                      |   |                                 |                                  |  |  |       |  |  | Giacomo I di Cipro |  |  | Ugo IV di Cipro |  |
|                      |   | Alice d'Ibelin                  |                                  |  |  |       |  |  | Giacomo I di Cipro |  |  |                 |  |
| Giano di Cipro       |   |                                 |                                  |  |  |       |  |  | Giacomo I di Cipro |  |  |                 |  |
|                      |   | Helvis di Brunswick-Grubenhagen | Filippo di Brunswick-Grubenhagen |  |  |       |  |  |                    |  |  |                 |  |
|                      |   | Helvis di Brunswick-Grubenhagen | Filippo di Brunswick-Grubenhagen |  |  |       |  |  |                    |  |  |                 |  |
|                      |   | Helvis di Brunswick-Grubenhagen | Alix de Dampierre                |  |  |       |  |  |                    |  |  |                 |  |
| Giovanni II di Cipro |   | Helvis di Brunswick-Grubenhagen |                                  |  |  |       |  |  |                    |  |  |                 |  |
|                      |   | Giacomo I di Borbone-La Marche  | Giacomo I di Borbone-La Marche   |  |  |       |  |  |                    |  |  |                 |  |
|                      |   | Giacomo I di Borbone-La Marche  | Giacomo I di Borbone-La Marche   |  |  |       |  |  |                    |  |  |                 |  |
|                      |   | Giacomo I di Borbone-La Marche  | Giovanna di Châtillon            |  |  |       |  |  |                    |  |  |                 |  |
| Carlotta di Borbone  |   | Giacomo I di Borbone-La Marche  |                                  |  |  |       |  |  |                    |  |  |                 |  |
|                      |   | Caterina di Vendôme             | Giovanni VI di Vendôme           |  |  |       |  |  |                    |  |  |                 |  |
|                      |   | Caterina di Vendôme             | Giovanni VI di Vendôme           |  |  |       |  |  |                    |  |  |                 |  |
|                      |   | Caterina di Vendôme             | Jeanne de Ponthieu               |  |  |       |  |  |                    |  |  |                 |  |
| Giacomo II di Cipro  |   | Caterina di Vendôme             |                                  |  |  |       |  |  |                    |  |  |                 |  |
|                      | … | …                               |                                  |  |  |       |  |  |                    |  |  |                 |  |
|                      | … | …                               |                                  |  |  |       |  |  |                    |  |  |                 |  |
|                      | … | …                               |                                  |  |  |       |  |  |                    |  |  |                 |  |
| …                    | … |                                 |                                  |  |  |       |  |  |                    |  |  |                 |  |
|                      |   | …                               | …                                |  |  |       |  |  |                    |  |  |                 |  |
|                      |   | …                               | …                                |  |  |       |  |  |                    |  |  |                 |  |
|                      |   | …                               | …                                |  |  |       |  |  |                    |  |  |                 |  |
| Marietta di Patrasso |   | …                               |                                  |  |  |       |  |  |                    |  |  |                 |  |
|                      |   | …                               | …                                |  |  |       |  |  |                    |  |  |                 |  |
|                      |   | …                               | …                                |  |  |       |  |  |                    |  |  |                 |  |
|                      |   | …                               | …                                |  |  |       |  |  |                    |  |  |                 |  |
| …                    |   | …                               |                                  |  |  |       |  |  |                    |  |  |                 |  |
|                      |   | …                               | …                                |  |  |       |  |  |                    |  |  |                 |  |
|                      |   | …                               | …                                |  |  |       |  |  |                    |  |  |                 |  |
|                      |   | …                               | …                                |  |  |       |  |  |                    |  |  |                 |  |
|                      |   | …                               |                                  |  |  |       |  |  |                    |  |  |                 |  |

### Fonti primarie
- (IT)  Chroniques d'Amadi et de Strambaldi. T. 1.
- (IT)  Chroniques d'Amadi et de Strambaldi. T. 2.
- (FR)  Histoire généalogique de la royale maison de Savoie, justifiée par titres, ..par Guichenon, Samuel, volume 2
- (IT)  Chronique de l'Île de Chypre.
- (LA)  Histoire de l'île de Chypre sous le règne des princes de la maison de Lusignan, Volume 3.
- (FR)  Histoire généalogique et chronologique de la maison royale de France.

### Letteratura storiografica
- (FR)  Les familles d'outre-mer.
- F. Fileti, I Lusignan di Cipro, Firenze 2000.
- P. Lambros, Monnaies inedites du Royaume de Chypre, Atene 1876.
- L. Somma, La regina Cornaro tra Cipro e Venezia, Villorba 2010.
- F. Boni de Nobili, Caterina Cornaro. Dal Regno di Cipro alla Signoria di Asolo, Godega S.U. 2012.